# Dama, Syria
Dama (tiếng Ả Rập: داما) là một ngôi làng ở tỉnh As-Suwayda thuộc miền tây nam Syria. Nó nằm ở trung tâm của cao nguyên dung nham Lejah, 29   km về phía tây bắc của thành phố As-Suwayda. Theo Cục Thống kê Trung ương Syria, Dama có dân số 1.799 người trong cuộc điều tra dân số năm 2004.

## Lịch sử
Dama và các làng lân cận được cho là nơi Saint Paul đã lánh nạn sau khi trốn thoát khỏi Damascus.
Ngôi làng, giống như hầu hết các ngôi làng ở Jabal ad-Druze, là một địa điểm La Mã cũ. Nhiều ngôi nhà của nó vẫn còn trong tình trạng ban đầu của họ. Người dân chủ yếu là Druze và nghề nghiệp chính của họ là nông nghiệp.

### Thời đại Ottoman
Năm 1596, Dama xuất hiện trong sổ đăng ký thuế của Ottoman như một phần của nahiya của Bani Abdullah, ở Sanjak Hauran. Nó có một dân số hoàn toàn Hồi giáo bao gồm 74 hộ gia đình và 28 cử nhân. Dân làng đã trả mức thuế cố định 40% cho các sản phẩm nông nghiệp khác nhau, bao gồm lúa mì, lúa mạch, cây trồng mùa hè, dê và/hoặc tổ ong; tổng cộng 12.000 akçe.
Năm 1838, Dama được ghi nhận là một tàn tích, nằm "trong chính Lejah", nhưng cũng được ghi nhận là "điểm trung tâm, được coi là thủ đô của Lejah".

### Kỷ nguyên hiện đại
Dama đóng một vai trò quan trọng trong giai đoạn cuối của Cách mạng Syria vĩ đại (1925-1927). Nó đã tổ chức Công ước Dama quan trọng dẫn đến sự từ chối các đề xuất của Pháp và sự sụp đổ của các cuộc đàm phán giữa phiến quân Druze và Pháp. Đây cũng là nơi diễn ra một số trận chiến cuối cùng trong cuộc cách mạng do các nhóm du kích chiến đấu do Tiểu vương Adel Arslan lãnh đạo.